# Проскури (герб)
Проскури (пол. Proskury) — герб шляхетський. Походить з Полісся, де він з давніх часів вживався родом Проскур.

## Опис
В блакитному полі один срібний чотирипроменевий коловорот, який тут з прадавніх часів не підліг європейському перетворенню на хрест.

## Видозміни

### Проскури I
Відрізняється від основного тим, що злами лівого та правого горизонтального променя перенесені у дзеркальному зображенні до нижнього та верхнього променя утворюючи сегменти кола. Всі кінці променів — трикутної форми. Встановлено використання на печатці Івана Тимофійовича Проскури. 

### Проскури II
Відрізняється від основного дзеркальним зображенням коловороту та тим, що злам правого горизонтального променя перенесений у дзеркальному зображенні до верхнього променя утворюючи наконечник стріли. Злам лівого горизонтального променя — прямовисний прямокутної форми. Намет блакитний, підбитий сріблом. В нашоломнику три пір'їни страуса. Встановлено використання на печатках Федора Богдановича Проскури-Сущанського та його нащадків.

### Проскури III

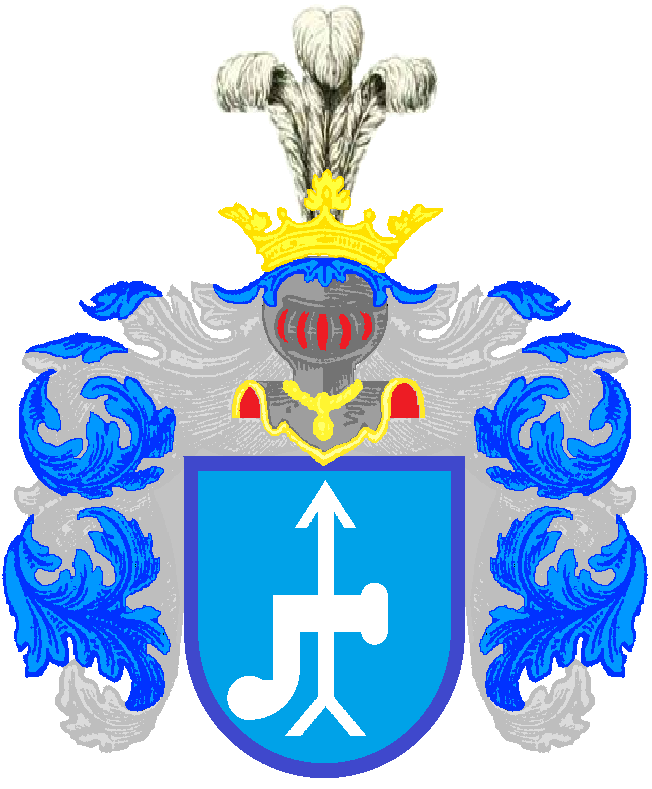
Герб «Проскури III»

Відрізняється від видозміни "Проскури II" тим, що лівий та правий горизонтальні промені перетворені у силует фальконета дульною частиною вліво, а кінець нижнього променя перетворений в оперення стріли. Встановлено використання на печатці Іполита Федоровича Проскури-Сущанського.

### Проскури IV

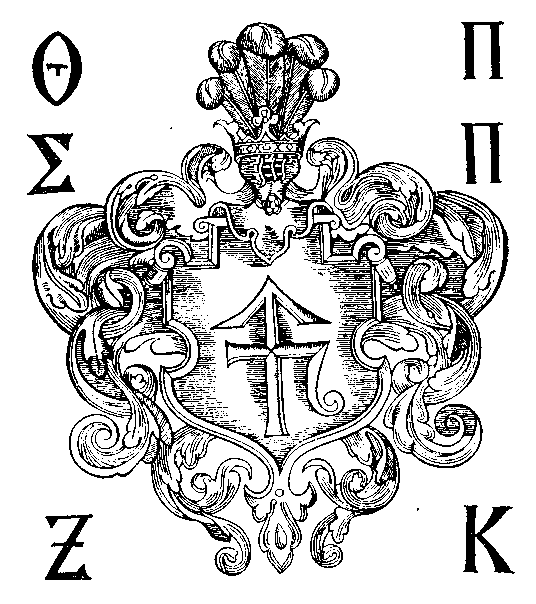
Герб «Проскури IV»

Відрізняється від видозміни "Проскури III" дзеркальним зображенням та відсутністю оперення у стріли.  В нашоломнику п'ять пір'їн страуса. В польській геральдиці має назву пол. Krzyżostrzał. Встановлено сучасне використання в гербі села Йосипівка - заснованого Йосипом Івановичем Проскурою-Сущанським.
Відома епіграма на цей герб:
Дивлюсь я, пан Сущанський, на твої клейноди

А подумки шугаю у гарні прикмети,

Не доходить, чи власник стріли хрест визнавав,

Чи хрест видозміну стрілі у назві надав.

Знаю добре, що обоє мир практикують,

Коли різнобій Сущанським в одне шикують.

Будь певен, Сущанський, хрест зі стрілою маєш

В гербі, над ворогом певно гору здолаєш.
Також відомий і геральдичний вірш:
Проскур-Сущанських дім стародавній в боях

Завжди відомий відважним і відомий в полях.

Достойно клейнодом таким вихваляє,

Який стрілу із землі та хрест з неба має.

Бо мужність й побожність гніздо тут звили

Щоб їх, Сущанських, завжди боронили.

Боронять: вже й небо їх цноту пізнало

Стрільця цим же гербом свого дарувало.

О найщасливіший доме, з такої нагоди:

І зодіак радіє з Сущанських клейноду.

## Використання
Проскури